# Kozákův mlýn
Kozákův mlýn (Pilecký) je vodní mlýn v Uherském Brodě, který stojí na Mlýnském potoce.

## Historie
Vodní mlýn byl založen před rokem 1615 jako nový panský mlýn. V roce 1692 jej město Uherský Brod koupilo od hraběte Dominika Ondřeje z Kounic za 500 zlatých.
Za vpádu kuruců roku 1704 byl vypálen a pobořen, ale již o pět let později jej město na své náklady opravilo a znovu zprovoznilo. Jako poslední z mlýnů u Uherského Brodu si až do 30. let 20. století zachoval původní charakter výroby, který spočíval v mletí obilí pomocí válcových stolic.

## Popis
Zděný, klasicistní mlýn měl mlýnici i dům pod jednou střechou, ale dispozičně oddělené. Budovy mlýna jsou postaveny do čtverce, mlýnice a obytná část jsou jednopatrové, ostatní objekty jsou přízemní. Na omítce opravené budovy je datace 1692.
Voda k mlýnskému kolu vedla náhonem Roku 1930 byla ve mlýně dvě kola na vrchní vodu: jedno se spádem 5 metrů a výkonem 3,7 HP, druhé se spádem 5 metrů a výkonem 3,1 HP.